# T.O.P
T.O.P（トップ、1987年11月4日 - ）は、韓国のラッパー、俳優。BIGBANGの元メンバー。身長181cm。血液型はB型。本名はチェ・スンヒョン（ハングル表記：최승현）で、本貫は海州崔氏。崔胜贤（崔勝賢）は中華圏での表記例。

## 経歴
KBSラジオ「チャドのラジオが好き」ラップバトル優勝。
中学生の頃からクラブでラッパー「TEMPO」として活動。
2006年からBIGBANGとして活動を開始。
2010年6月ソロデビューシングル「TURN IT UP」をリリース。
映画「戦火の中へ」主人公オ・ジャンボム役で数々の映画祭新人賞を受賞。韓国の映画祭でアイドル歌手出身の俳優として初ノミネート・初受賞。同映画の撮影中に目の中に破片が入り失明寸前となった。
2010年12月に発売されたan・an（12/22号 No.1738）の表紙に採用された（韓国アイドルの単独表紙としてはジェジュンに次いで2人目）。
2012年9月頃に主演映画「同窓生」（2013年日本公開）で右手の甲を負傷した。
2015年11月にdTVで配信された日韓合作WEBドラマ「シークレット・メッセージ」で上野樹里と共演した。この作品は日本、韓国の他に台湾などでも放送された。
2017年2月9日入隊、同年の6月に大麻吸引で逮捕され執行猶予2年、懲役10ヶ月の判決を言い渡された。
2022年4月5日にBIGBANGで「Still Life」をリリースした後、16年所属した事務所YGエンターテインメントを退所。
2022年12月、前澤友作による宇宙旅行プロジェクト「dearMoon」のクルーに抜擢された。しかし、2024年6月にプロジェクトの中止が発表された。
2023年6月1日、自身のインスタグラムで、BIGBANGを既に脱退していることを表明した。
2023年6月、Netflixシリーズ「イカゲーム シーズン2」（2024年12月配信）に出演することが発表された。

## 作品

### 韓国

#### シングル
- TURN IT UP（2010年）
- DOOM DADA（2013年）

#### アルバム
- GD&TOP[注釈 1]（2010年）

### 日本

#### シングル
- OH YEAH feat. BOM (from 2NE1) -YG Family Concert in Japan EDITION-[注釈 1]（2012年）

#### アルバム
- THE FIRST ALBUM[注釈 1][注釈 2]（2011年）

#### その他のアルバム
- DOOM DADA JAPAN SPECIAL EDITION[11]（2014年）

## 出演

### ドラマ
- 2007年 アイ・アム・セム
- 2009年 アイリス
- 2015年 シークレット・メッセージ
- 2024年 イカゲーム シーズン2

### 映画
- 2009年 テレシネマ7 『19』（日本公開は2010年）
- 2010年 戦火の中へ（日本公開は2011年）
- 2011年 アイリス -THE LAST-（2011年）
- 2013年 同窓生（日本公開は2014年）
- 2014年 タチャ-神の手-（日本公開は2015年）

### MV
- 2007年 Red Roc - Hello
- 2008年 GUMMY - I'm Sorry
- 2008年 オム・ジョンファ - D.I.S.C.O (ft. TOP)
- 2011年 GUMMY - ゴメンネ feat. T.O.P (BIGBANG)

## 受賞歴
- 2010年 第47回 大鐘賞映画祭 韓流人気賞[12]
- 2010年 第3回 スタイルアイコンアワード ニュースタイルアイコン 映画俳優賞[12]
- 2010年 第31回 青龍映画賞 新人男優賞、人気スター賞[12]
- 2011年 マックスムービー 最高の映画賞、最高の男性新人俳優賞[12]
- 2011年 第47回 百想芸術大賞 映画部門 男性新人演技賞、人気賞[12]
- 2013年 第18回 釜山国際映画祭 アジアスターアワード 新人賞[12]
- 2013年 第50回 貯蓄の日 金融委員長表彰[12]
- 2015年 プルーデンシャル アイアワード ビジュアルカルチャーアワード部門受賞[12]